# Spálená (Berg)
Die Spálená ist ein Berg in der slowakischen Westtatra, im geomorphologischen Teil Roháče, mit einer Höhe von 2083,3 m n.m. Der Berg erhebt sich am Hauptkamm im mittleren Teil von Roháče, zwischen dem Berg Salatín nach Westnordwesten und dem Pachoľa weiter südlich, an der Stelle, wo der Hauptkamm sich abrupt vom bisher grob ostwärtigen Verlauf nach Südsüdwesten wendet. Er liegt oberhalb der Täler Hlboká dolina im Südwesten und Spálená dolina im Nordosten. Richtung Spálená dolina verlaufen vom Berg zwei Seitenkämme: Predná Spálená grob nach Norden und Zadná Spálená nach Nordosten.
Der Bergname ist vom Talnamen Spálená dolina (wörtlich: Verbranntes Tal) abgeleitet worden und bezieht sich wahrscheinlich auf die frühere Brandrodung.
Über den Gipfel führt ein rot markierter Wanderweg durch den Hauptkamm der Westtatra, auf dem Abschnitt zwischen dem Salatín und dem Sattel Baníkovské sedlo.